# Vilankulo
Vilankulo o Vilanculos és un municipi de Moçambic, situat a la província de Inhambane. En 2007 comptava amb una població de 37.176 habitants. És capital del districte de Vilankulo. Deu el seu nom al cabdill Gamala Vilankulo Mukoke. Des del seu port surten daus cap a l'arxipèlag de Bazaruto. Des de l'aeroport de Vilankulo surten volts cap a Johannesburg, Swazilàndia i Maputo.
També hi ha un equip de futbol local, el Vilankulo F.C., que juga a la Lliga moçambiquesa de futbol.

## Personatges il·lustres
- Josina Machel

## Galeria

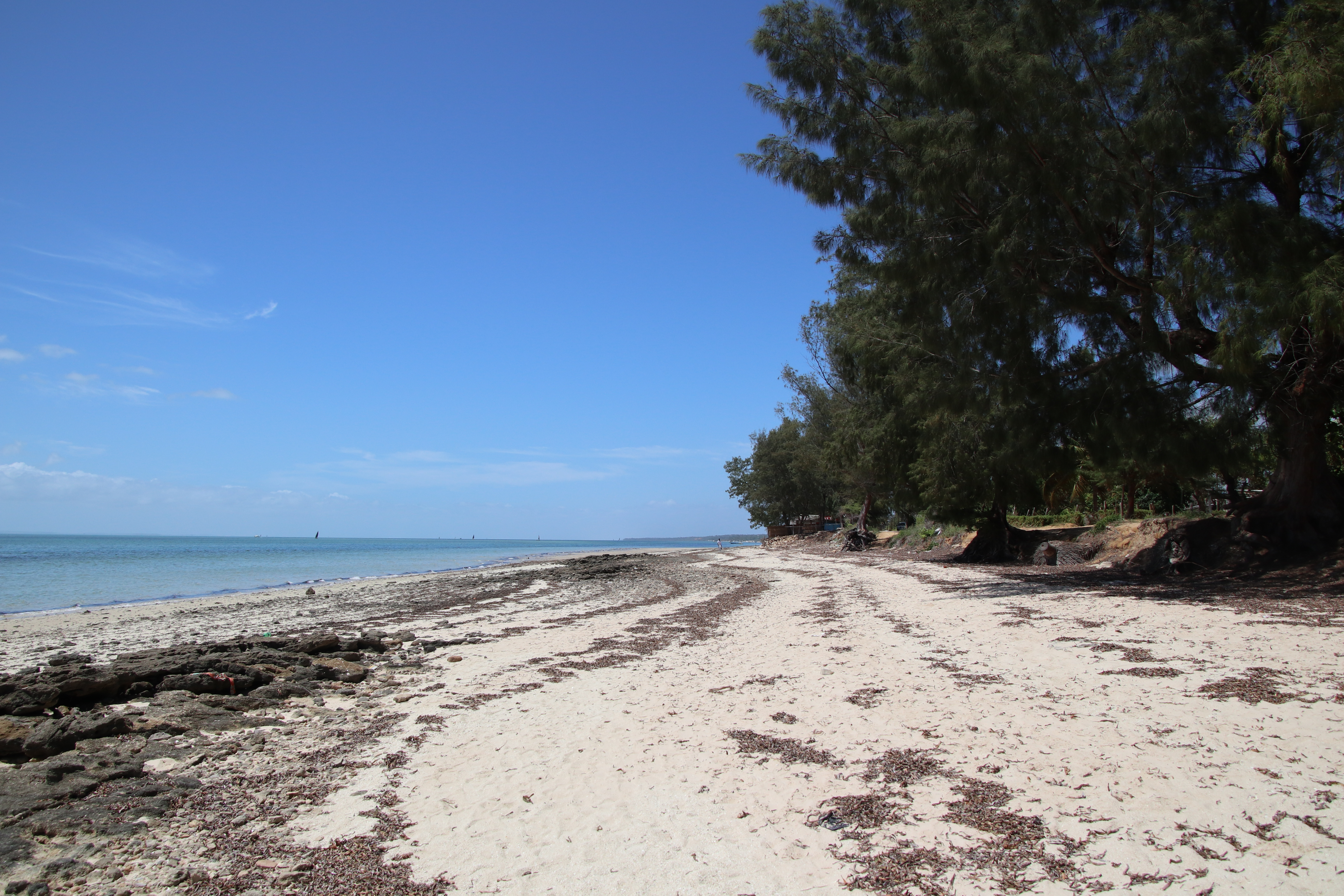
Platja Vilaculos, Mozambique
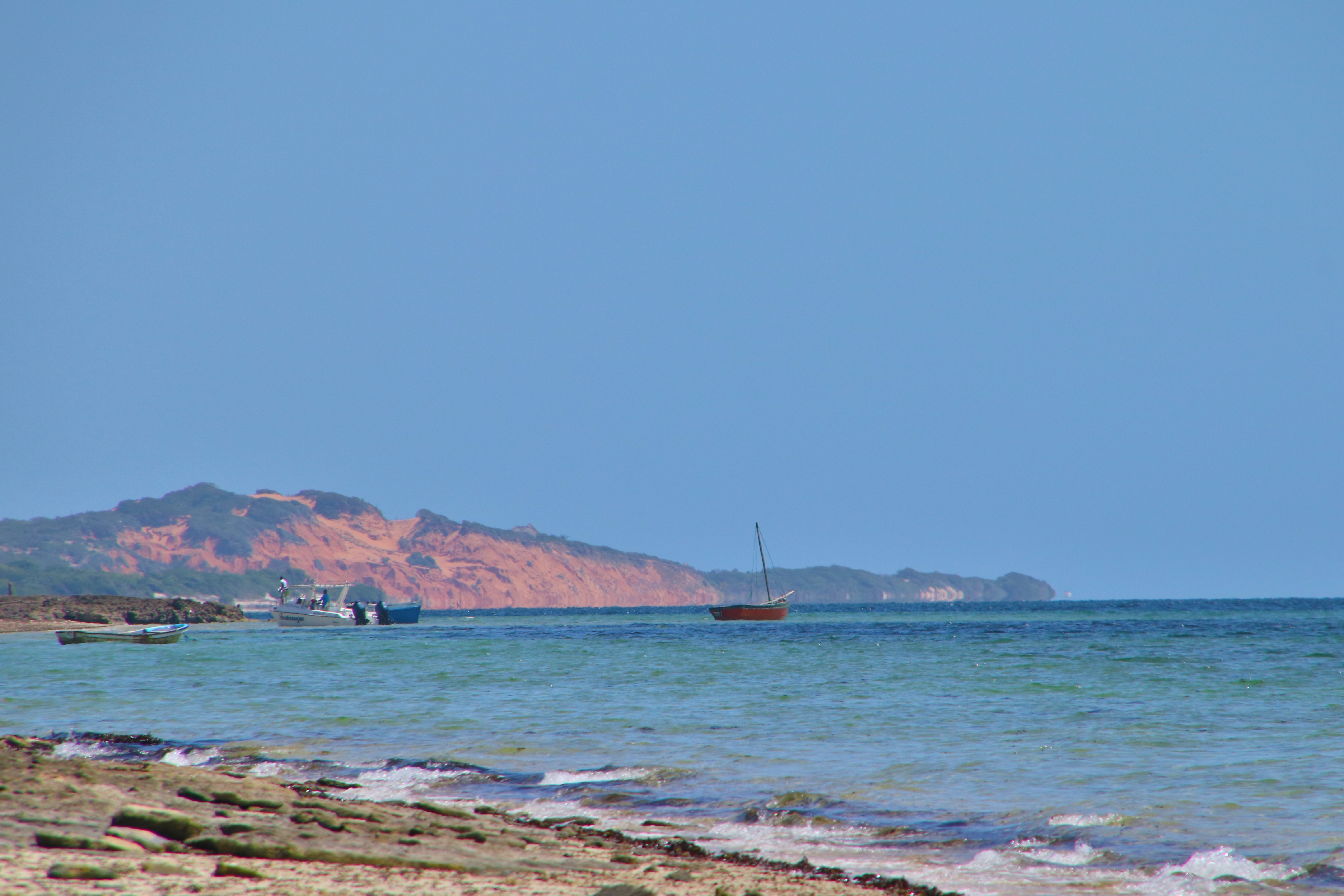
Escena a Vilaculos beach Mozambique